# 淄博市
淄博市，简称淄，是中华人民共和国山东省下辖的地级市，国务院批准的较大的市，位于山东省中部。市境西临济南市，西南邻泰安市，南接临沂市，东毗潍坊市，北界滨州市、东营市。地处山东丘陵与华北平原交接带，地势南高北低，南部为鲁山。境内河流主要为小清河右岸支流和沂河支流，有淄河、孝妇河、乌河等。市人民政府驻张店区人民西路8号。
淄博是沟通中原地区和山东半岛的咽喉要道，是山东省重要的交通枢纽城市，也是“齐国故都”、“陶瓷之都”、石油化工基地、全国文明城市、足球起源地。淄博市的历史悠久，淄博的临淄是齐文化的发祥地、有“东方古罗马”之称，“淄博烧烤”已经成为淄博的新名片，淄博烧烤节于每年五一前后举办。淄博这个地名形成于20世纪20年代初期，原为淄川、博山两地的合称。

## 历史
今淄博市辖域有着悠久的人类活动历史。新石器时代有北辛文化、大汶口文化、龙山文化，夏商朝时期有爽鸠氏、薄姑等古国。西周、春秋、战国时期，地属齐国。临淄为齐国国都，十分繁华，有“张袂成阴、挥汗成雨”之说。
秦朝以来，今淄博市辖域的隶属不断变化，但长期未形成自成一体的统县政区。秦朝至汉初，属齐郡（国）。西汉中后期，改分属齐郡和济南郡，直至西晋。隋朝分属齐郡和北海郡。唐、宋时分属青州和淄州。元朝分属般阳路和益都路。明、清时大部分分属济南府和青州府，少部分属武定府和沂州府。设置的长期稳定的县份有临淄县、淄川县、新城县、博山县等。
淄博作为地域名称，形成于20世纪20年代初期，原为淄川、博山两地的合称；1945年8月成立淄博特区，设专员公署，隶属鲁中行政区，此为淄博成为政区名称之始。9月撤销。 1946年1月二次成立，7月又撤销。1948年3月淄博全境解放，8月再次成立淄博特区，隶属鲁中南行政区。1949年7月成立淄博工矿特区。 1950年5月成立淄博专区。1953年改为淄博工矿特区。1955年3月，设立省辖淄博市。1959年1月，建立淄博专区，淄博市改为专区辖市，淄博市辖博山、张店、淄川、周村4个区。1961年1月，撤销淄博专区，淄博市恢复为省辖市，仍辖原4个区。 1970年1月，临淄撤县建区，划归淄博市。1983年10月，桓台县划归淄博市。1990年1月，沂源、高青两县划归淄博市。至此，淄博市辖张店、博山、周村、淄川、临淄五区和桓台、沂源、高青三县。是中华人民共和国成立后山东第三座省辖市（地级市）。
1989年12月2日，淄博市当时辖五区（张店、淄川、博山、周村、临淄）、一县（桓台），面积3471平方公里，人口287万，是经国务院批准的山东半岛对外经济开放城市之一。此时，惠民地区的高青县和临沂地区的沂源县划归淄博市管辖。这次区划调整的主要原因是于1990年3月在高青县建设引黄河水的引黄济淄工程。

## 经济
经文献研究表明，山东地区，以淄博为中心，是当时丝绸供应的主要基地，是丝绸之路的源头之一。今天，淄博为丝绸与轻纺织品的生产地，在中国仍然占有重要位置。淄博的农业比重较小但特色鲜明，目前已建成优质专用粮、蔬菜、水果、桑蚕、畜牧、淡水养殖等十大特色经济区。农业现代化水平较高，综合机械化程度达到78%。桓台县是中国北方第一个"双千县"（亩产千公斤粮食，每亩收入千元）；高青、沂源分别进入全国棉花、果品生产"百强县"行列。全市农村基本实现小康。
近代以来，淄博是山东省乃至全国重要的工业城市。1992年，淄博入选“中国城市综合实力50强”，在中國统计局2005年公布的“全国综合实力百强城市”名单中居第47位，并被评为“中国投资环境50优城市”。其工业以石油化工、医药、建材、纺织、陶瓷、机械冶金等为主导。著名企业有齐鲁石化、新华医疗、新华制药、华光陶瓷、万杰集团、鲁泰公司、工陶集团等。
淄博是中国五大瓷都之一，淄博陶瓷被誉为"第三代国瓷"，进入中南海、人民大会堂、钓鱼台国宾馆。目前，全市有陶瓷生产企业332家，从业人员近10万人。2003年淄博日用陶瓷的出口率达到了60%以上。但是，众多的化工、建材、陶瓷企业被认为可能是淄博的环境污染严重，空气质量低下的原因之一。
淄博是山东省重要的商品集散地和贸易中心，建设了淄川服装城及建材市场、临淄化工及蔬菜市场、周村纺织品市场、博山陶瓷琉璃及机电市场等大型专业批发市场。

## 地理
| 1981–2010年间淄博市的平均气象数据 | 1981–2010年间淄博市的平均气象数据 | 1981–2010年间淄博市的平均气象数据 | 1981–2010年间淄博市的平均气象数据 | 1981–2010年间淄博市的平均气象数据 | 1981–2010年间淄博市的平均气象数据 | 1981–2010年间淄博市的平均气象数据 | 1981–2010年间淄博市的平均气象数据 | 1981–2010年间淄博市的平均气象数据 | 1981–2010年间淄博市的平均气象数据 | 1981–2010年间淄博市的平均气象数据 | 1981–2010年间淄博市的平均气象数据 | 1981–2010年间淄博市的平均气象数据 | 1981–2010年间淄博市的平均气象数据 |
| 月份                              | 1月                               | 2月                               | 3月                               | 4月                               | 5月                               | 6月                               | 7月                               | 8月                               | 9月                               | 10月                              | 11月                              | 12月                              | 全年                              |
| --------------------------------- | --------------------------------- | --------------------------------- | --------------------------------- | --------------------------------- | --------------------------------- | --------------------------------- | --------------------------------- | --------------------------------- | --------------------------------- | --------------------------------- | --------------------------------- | --------------------------------- | --------------------------------- |
| 平均高温 °C（°F）                 | 4.0 (39.2)                        | 7.7 (45.9)                        | 13.7 (56.7)                       | 21.5 (70.7)                       | 27.0 (80.6)                       | 31.8 (89.2)                       | 32.3 (90.1)                       | 30.9 (87.6)                       | 27.6 (81.7)                       | 21.5 (70.7)                       | 13.1 (55.6)                       | 6.1 (43.0)                        | 19.8 (67.6)                       |
| 日均气温 °C（°F）                 | −1.3 (29.7)                       | 1.9 (35.4)                        | 7.7 (45.9)                        | 15.3 (59.5)                       | 21.0 (69.8)                       | 26.0 (78.8)                       | 27.5 (81.5)                       | 26.1 (79.0)                       | 21.7 (71.1)                       | 15.5 (59.9)                       | 7.5 (45.5)                        | 0.9 (33.6)                        | 14.2 (57.5)                       |
| 平均低温 °C（°F）                 | −5.5 (22.1)                       | −2.7 (27.1)                       | 2.5 (36.5)                        | 9.6 (49.3)                        | 15.3 (59.5)                       | 20.5 (68.9)                       | 23.1 (73.6)                       | 22.0 (71.6)                       | 16.9 (62.4)                       | 10.6 (51.1)                       | 3.0 (37.4)                        | −3.0 (26.6)                       | 9.4 (48.8)                        |
| 平均降水量 mm（）                 | 5.8 (0.23)                        | 10.1 (0.40)                       | 15.2 (0.60)                       | 25.5 (1.00)                       | 58.2 (2.29)                       | 69.4 (2.73)                       | 149.6 (5.89)                      | 153.7 (6.05)                      | 57.3 (2.26)                       | 31.7 (1.25)                       | 18.8 (0.74)                       | 7.9 (0.31)                        | 603.2 (23.75)                     |
| 平均相對濕度（％）                | 58                                | 54                                | 51                                | 51                                | 57                                | 57                                | 72                                | 76                                | 67                                | 62                                | 61                                | 60                                | 61                                |
| 来源：中国气象数据网              |                                   |                                   |                                   |                                   |                                   |                                   |                                   |                                   |                                   |                                   |                                   |                                   |                                   |

## 政治

### 现任领导
| 机构     | · 中国共产党 · 淄博市委员会 | 淄博市人民代表大会 常务委员会 | 淄博市人民政府     | · 中国人民政治协商会议 · 淄博市委员会 |
| 职务     | 书记                        | 主任                          | 市长               | 主席                                  |
| -------- | --------------------------- | ----------------------------- | ------------------ | ------------------------------------- |
| 姓名     | 马晓磊                      | 孙庆雷                        | 赵庆文             | 张延廷                                |
| 民族     | 回族                        | 汉族                          | 汉族               | 汉族                                  |
| 籍贯     | 山东省济南市                | 山东省昌邑市                  | 山东省苍山县       |                                       |
| 出生日期 | 1968年10月（56歲）          | 1967年3月（58歲）             | 1971年10月（53歲） | 1967年5月（58歲）                     |
| 就任日期 | 2022年8月                   | 2022年2月                     | 2022年8月          | 2022年2月                             |

### 历任领导
| 市委（第一）书记 - 郑子久（1955年3月－1956年6月） - 王士超（1956年6月－1966年3月） - 刘干（1966年3月－?） 市革命委员会党的核心领导小组组长 - 顾良（1969年8月－1970年2月） - 杜永隆（1970年2月－1971年7月） 市委书记 - 杜永隆（1971年7月－1973年7月） - 郑子久（1973年7月－1978年2月） - 赵国栋（1978年2月－1979年12月） - 宋立言（1979年12月－1982年6月） | - 孙志瑗（1982年6月－1985年6月） - 赵志浩（1985年6月－1988年4月） - 王怀远（1988年4月－1991年3月） - 杜祥荣（1991年3月－1996年3月） - 李新泰（1996年3月－1997年12月） - 阎启俊（1997年12月－2002年6月） - 张建国（2002年6月－2007年3月） - 刘慧晏（2007年3月－2012年8月） - 周清利（2012年9月－2015年2月） - 王浩（2015年2月－2017年4月） - 周连华（2017年4月－2019年7月） - 江敦涛（2019年8月－2022年7月） - 马晓磊（2022年8月－） | 市长 - 王士超（1955年3月－1955年5月） - 张哲民（1955年5月－1957年5月） - 冯平（1957年5月－1963年3月） - 王佩珍（1963年3月－?） 市革命委员会主任 - 顾良（1967年3月－1970年2月） - 杜永隆（1970年2月－1973年7月） - 郑子久（1973年7月－1978年2月） - 赵国栋（1978年2月－1980年1月） | 市长 - 王韬（1980年1月－1986年4月） - 王怀远（1986年4月－1988年4月） - 韩新民（1988年4月－1995年1月） - 李书绅（1995年1月－1997年12月） - 张建国（1997年12月－2002年6月） - 刘慧晏（2002年6月－2007年2月） - 周清利（2007年3月－2012年9月） - 徐景颜（2012年9月－2015年2月） - 周连华（2015年2月－2017年4月） - 于海田（2017年5月－2020年9月） - 马晓磊（2020年11月－2022年8月） - 赵庆文（2022年8月－） |

### 行政区划
淄博市现辖5个市辖区、3个县。
- 市辖区：淄川区、张店区、博山区、临淄区、周村区
- 县：桓台县、高青县、沂源县

除正式行政区划外，淄博市还设立以下经济功能区：国家级淄博高新技术产业开发区、山东省文昌湖旅游度假区。

## 人口
根据2020年第七次全国人口普查，全市常住人口为4,704,138人。同第六次全国人口普查的4,530,597人相比，十年共增加了173,541人，增长3.83%，年平均增长率为0.38%。其中，男性人口为2,362,283人，占总人口的50.22%；女性人口为2,341,855人，占总人口的49.78%。总人口性别比（以女性为100）为100.87。0－14岁的人口为700,495人，占总人口的14.89%；15－59岁的人口为2,910,484人，占总人口的61.87%；60岁及以上的人口为1,093,159人，占总人口的23.24%，其中65岁及以上的人口为775,957人，占总人口的16.5%。居住在城镇的人口为3,493,664人，占总人口的74.27%；居住在乡村的人口为1,210,474人，占总人口的25.73%。

### 民族
全市常住人口中，汉族人口为4,674,726人，占99.37%；各少数民族人口为29,412人，占0.63%。与2010年第六次全国人口普查相比，汉族人口增加168,702人，增长3.74%，占总人口比例下降0.08个百分点；各少数民族人口增加4,839人，增长19.69%，占总人口比例增加0.08个百分点。

## 交通

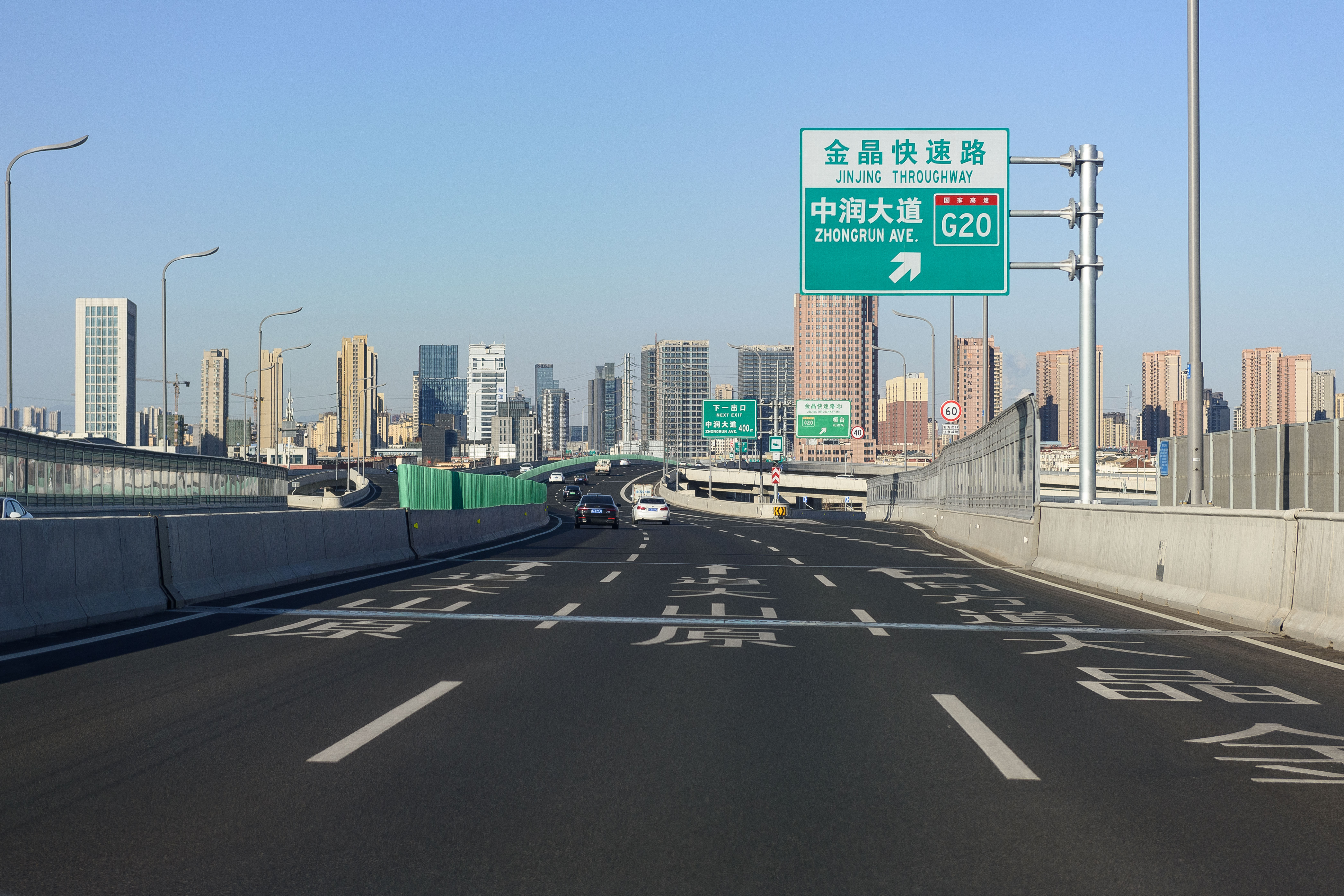
横贯淄博高新技术产业开发区的鲁泰快速路

淄博是山东省的交通枢纽之一，位于胶济铁路线中心地段，市内铁路总长550多公里；有15条支干线通往全国各地。 青银高速贯穿东西，市内有滨莱高速和沾临高速连接南北；向西距离济南遥墙国际机场仅70公里。市内建有“鲁中候机楼”可办理去往济南机场的售票、行李托运、换取登机牌等业务，往返于济南机场的机场大巴直通市内。主要旅客铁路车站为淄博站和淄博北站、临淄北站。其中，淄博北站和临淄北站为济青快线车站，可使用铁路e卡通、计次票、定期票乘车。
此外，淄博在进行张博铁路改造项目，计划开行公交化列车。淄博晚报等媒体将其称为“淄博城市轨道交通”。
淄博市内亦有快速路网络，包括原山快速路、鲁泰快速路、宝山快速路、昌国快速路、金晶快速路、鲁山快速路。
- 233国道、 205国道、 308国道， 309国道、 341国道过境。

## 公共传媒

### 报纸
淄博报业传媒集团
- 淄博日报
- 淄博晚报
- 淄博财经新报

大众报业集团
- 鲁中晨报

淄博声屏报社
- 淄博声屏报

### 广播电视
淄博市广播电视台
- 淄博电视台新闻频道
- 淄博电视台科教频道
- 淄博电视台公共频道
- 淄博电视台生活频道
- 淄博电视台都市频道
- 淄博电视台图文频道

- 淄博人民广播电台新闻广播 FM 89
- 淄博人民广播电台私家车广播 FM 106.7
- 淄博人民广播电台交通文艺广播 FM 100

## 教育
淄博市于1987年在全国率先提出并实施“科教兴市”战略，是全国首批科教兴市试点城市，全国中小学教师继续教育实验城市和全国中小学信息技术教育实验城市。全市共有各级各类学校1800余所，在校生超过80万人。其中全日制普通高校12所，在校生8.5万人；中学240余所，在校生28万余人。

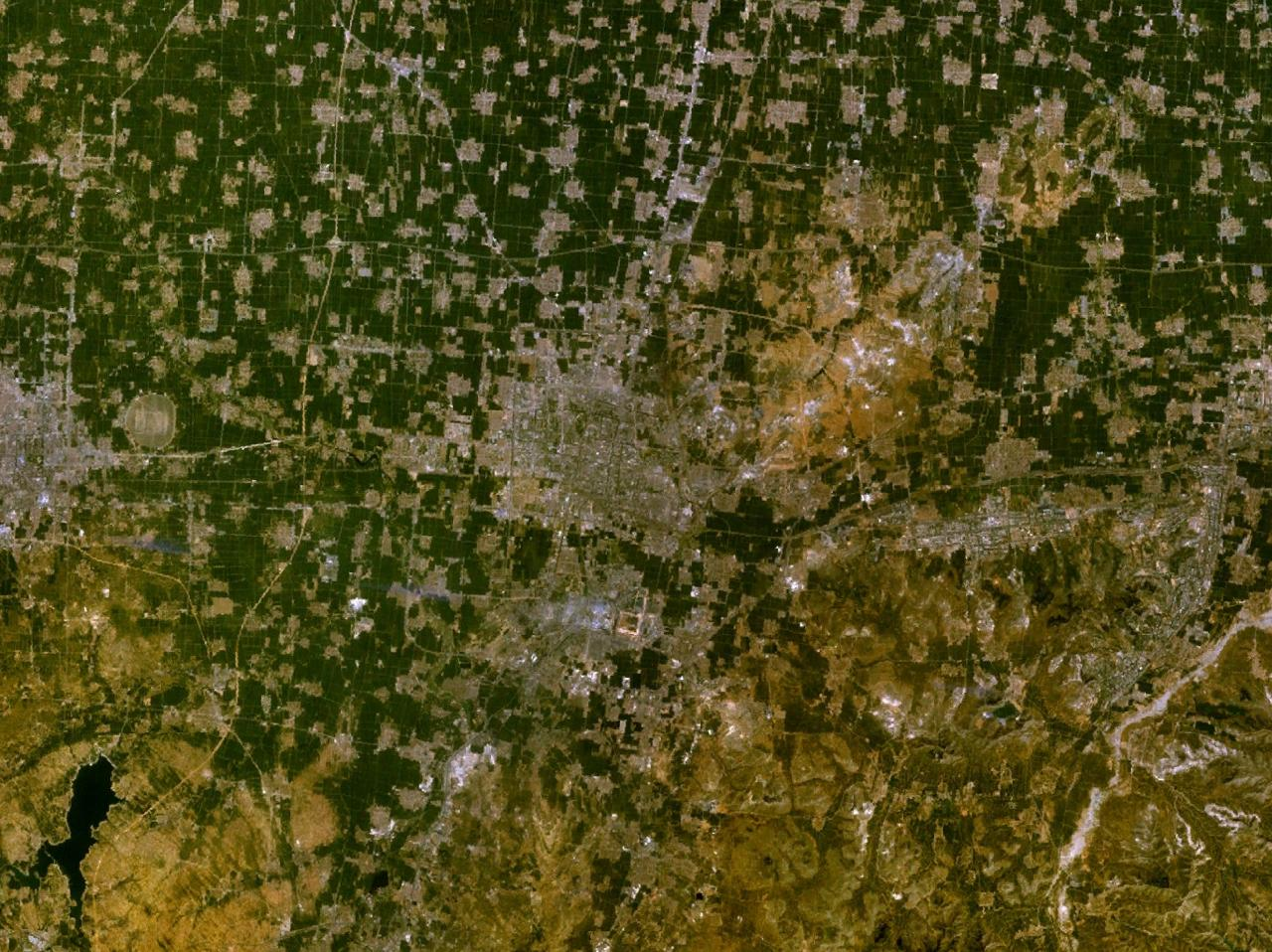
淄博市空照

### 研究生院
- 山东理工大学研究生院
- 青岛科技大学研究生院淄博分院
- 天津大学研究生院淄博分院

### 本科院校
- 山东理工大学
- 淄博职业技术大学
- 齐鲁医药学院
- 青岛科技大学（淄博教科产融合基地）[15]
- 山东工艺美术学院（淄博校区）
- 山东工艺美术学院淄博陶瓷学院
- 山东农业工程学院（淄博校区）

### 专科院校
- 淄博师范高等专科学校
- 山东轻工职业学院
- 山东工业职业学院
- 山东铝业职业学院（淄博校区）
- 山东药品食品职业学院（淄博校区）

### 市属省级重点中学
- 淄博实验中学
- 山东省淄博第一中学
- 山东省淄博第五中学
- 山东省淄博第六中学
- 山东省桓台第一中学（县市双重管理）

### 其他市属中学
- 淄博中学
- 淄博实验中学教育集团齐盛高级中学
- 淄博二中
- 淄博三中
- 淄博四中
- 淄博六中
- 淄博七中
- 淄博十中
- 淄博十一中
- 淄博十五中
- 淄博十七中
- 淄博十八中
- 山东省沂源第一中学（县市双重管理）
- 山东省高青第一中学（县市双重管理）

## 全国重点文物保护单位
- 临淄齐国故城
- 田齐王陵
- 桐林遗址
- 沂源猿人遗址
- 后李遗址
- 寨里窑址
- 颜文姜祠
- 蒲松龄故宅
- 西天寺造像
- 史家遗址
- 北沈遗址
- 陈庄—唐口遗址
- 磁村瓷窑址
- 临淄墓群
- 四世宫保坊
- 青城文昌阁
- 淄博矿业集团德日建筑群

## 旅游

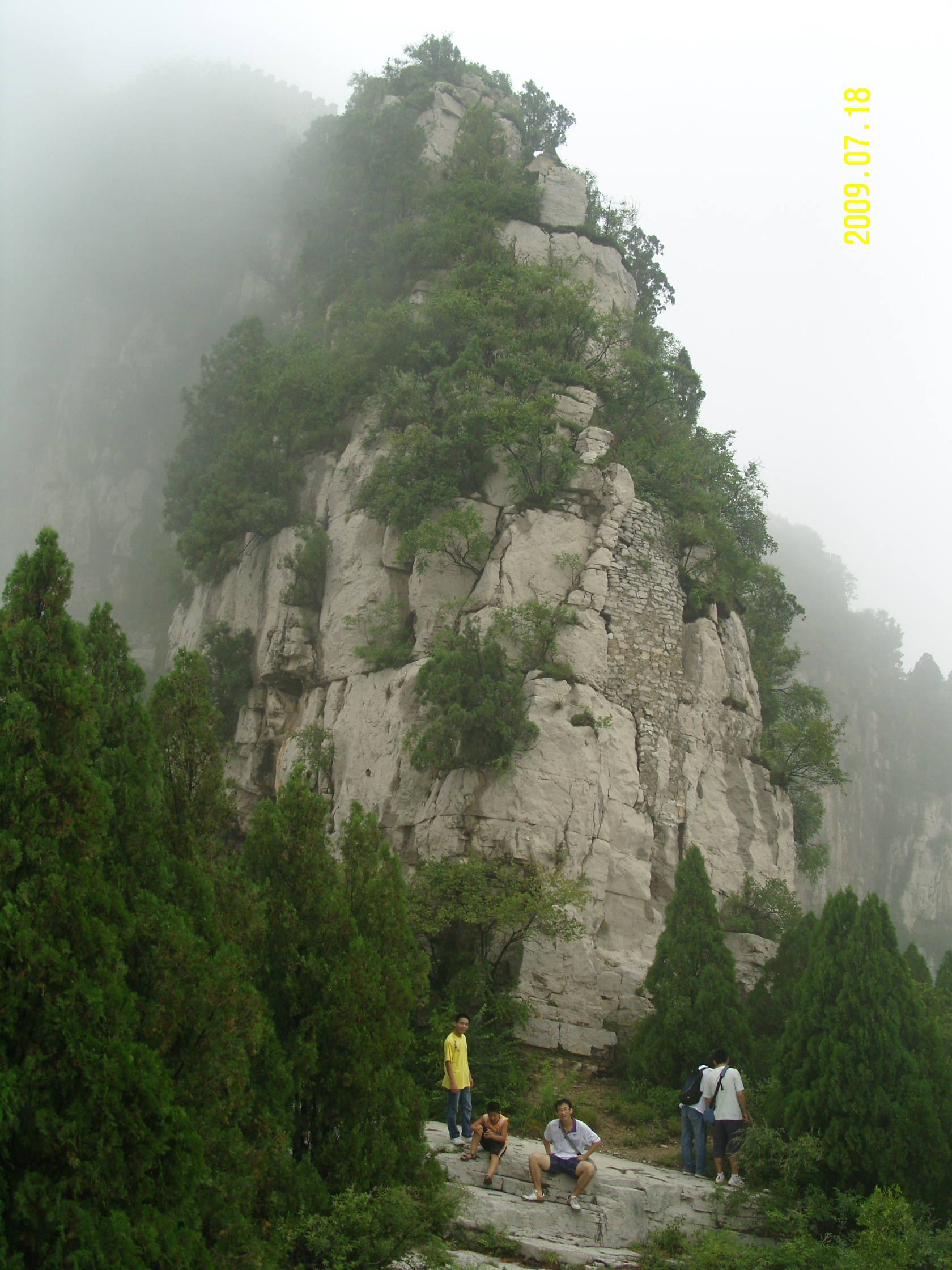
馬鞍山

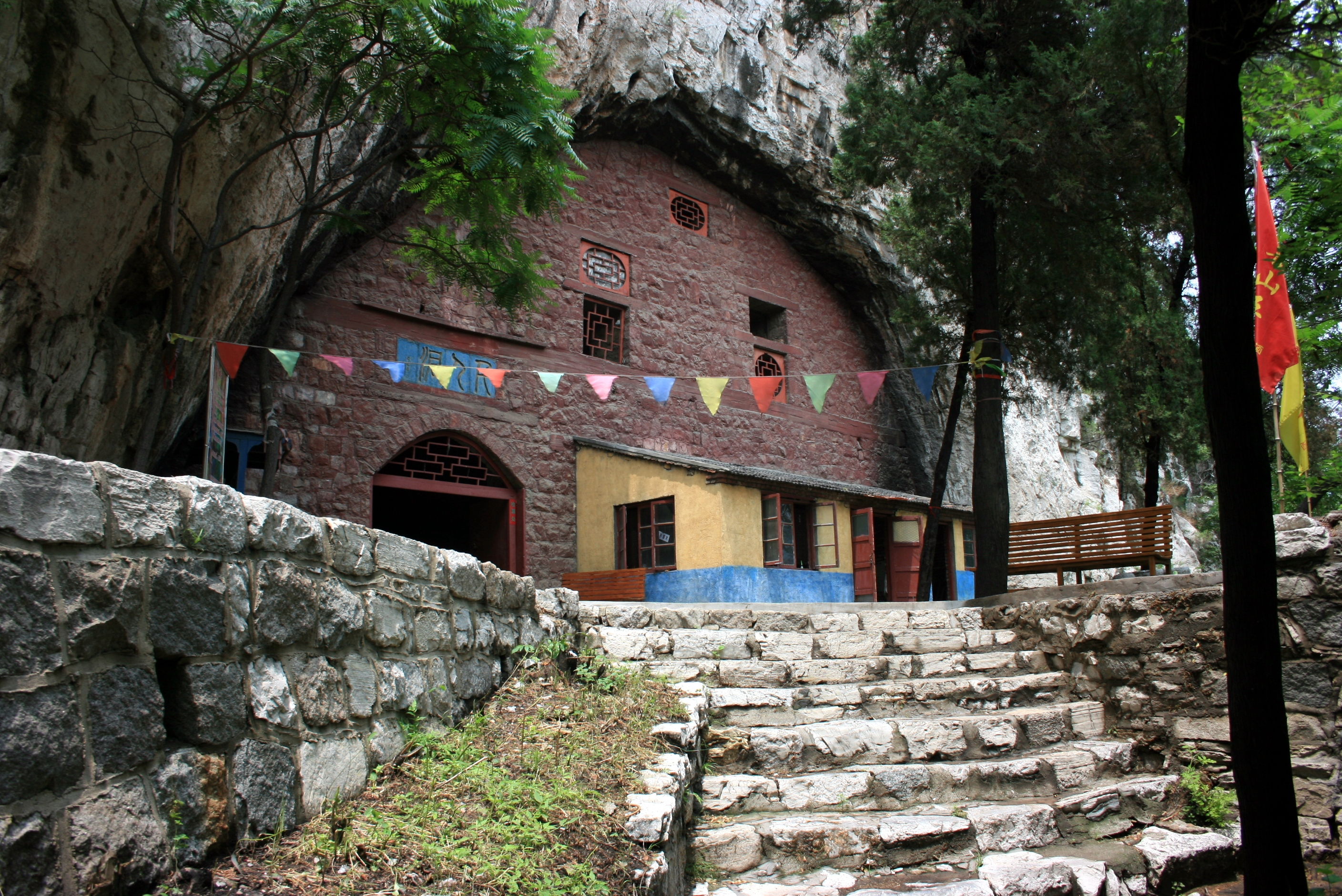
沂源溶洞群

身为齐文化发祥地，淄博拥有众多的风光秀丽的观光景点。在国家历史文化名城临淄，齐国古城遗址、殉马坑以及许多其它的历史遗迹陆续被发现，向人们展示了齐国曾经的辉煌。齐国古城被列为国家首批文化遗产保护项目，拥有众多的文化遗产以及历史遗址，被誉为“地下博物馆”。
主要的旅游景点有：
- 中国陶瓷馆，位于张店区，国家AAAA级旅游景区，是目前国内展示面积最大、品种最齐全，展示水平最高的现代化陶瓷博物馆之一。
- 潭溪山旅游区，位于淄川区，国家AAAA级旅游景区。
- 齐山风景区，位于淄川区，国家AAAA级旅游景区。
- 聊斋城，位于淄川区，国家AAAA级旅游景区，聊斋城旅游景区内的蒲松龄纪念馆，较为完整地保留了蒲松龄当年居住的原貌。
- 博山陶瓷琉璃艺术中心 ，位于博山区，国家AAAA级旅游景区。
- 原山国家森林公园，位于博山区，国家AAAA级旅游景区，是淄博市唯一一家国家级森林公园。
- 开元溶洞旅游区，位于博山区，国家AAAA级旅游景区，形成于距今20万年前，其自然景观和人文景观在长江以北为罕见，有“山东第一洞”之美誉。
- 鲁山国家森林公园，位于博山区，国家AAAA级旅游景区，鲁山主峰——观云峰，海拔1108.3米，是淄博市最高峰。
- 中国古车博物馆，位于临淄区，国家AAAA级旅游景区，是当代中国首家最系统、最完整、以车马遗址与文物陈列融为一体的博物馆。
- 福王红木博物馆，位于周村区，国家AAAA级旅游景区。
- 周村古商城，位于周村区，国家AAAA级旅游景区，被中国古建筑保护委员会的专家誉为“中国活着的古商业建筑博物馆群”。
- 王渔洋故里景区，位于桓台县，国家AAAA级旅游景区，为清朝刑部尚书王士禛的故居。
- 马踏湖国家湿地公园，位于桓台县，国家AAA级旅游景区。
- 国井酒文化生态博览园，位于高青县，国家AAAA级旅游景区。
- 沂源鲁山溶洞群风景区，位于沂源县，国家AAAA级旅游景区。
- 沂源牛郎织女景区，位于沂源县，国家AAAA级旅游景区。

进入2023年，淄博烧烤在网络上爆红，烧烤摊前顾客络绎不绝，当地铁路部门甚至开设“烧烤专列”以接纳来自各地的游客。2023年“五一”假期期间，尽管淄博官方表示旅客承载量已达极限，但前往淄博的旅客仍络绎不绝。有分析指淄博官方和民间的良性互动促成了淄博烧烤的火热。
特色美食：
- 糖醋黃河鯉魚

## 国际友好城市
- 美国伊利市
- 法國永河畔拉罗什市
- 日本加茂市
- 俄羅斯诺夫哥罗德市
- 巴统市
- 菲律賓万那威市
- 南非纽卡斯尔市
- 广州市
- 義大利贝加莫省
- 巴西圣若泽杜斯皮尼艾斯市
- 俄羅斯布拉茨克市
- 英国伯恩茅斯市

## 重大事故
- 2008年胶济铁路列车相撞事故，72人死
- 2010年山东淄博幼儿园血案